# Dendrocalamus messeri
Dendrocalamus messeri là một loài thực vật có hoa trong họ Hòa thảo. Loài này được Blatt. mô tả khoa học đầu tiên năm 1929.